# 伦德尔·索里洛
伦德尔·索里洛（英語：Rondel Sorrillo，1986年1月24日—），特立尼达和多巴哥男子田径运动员，2014年英联邦运动会男子4×100米接力铜牌得主、2016年世界室内田径锦标赛男子4×400米接力铜牌得主。